# Дворец спорта (Вильнюс)
Дворе́ц спо́рта, Дворец концертов и спорта — здание в Вильнюсе с залом универсального назначения для проведения спортивных состязаний, концертов и других зрелищных мероприятий, c необычной кровлей, формой напоминающей волну или корабль; некоторое время воспринимавшееся едва ли не как символ города; один из лучших в Литве образцов брутализма. Дворец включён в Регистр культурных ценностей Литовской Республики, код 17400), охраняется государством как объект регионального значения. Расположен посредине Шнипишкского еврейского кладбища.

## История
В 1960 году, по другим сведениям в 1961 году в Институте проектирования городского строительства был объявлен конкурс проектов спортивного зала в Вильнюсе, реализация которого расширила бы крупный спортивный комплекс рядом со стадионом «Жальгирис». В конкурсе участвовали три группы архитекторов. К реализации был принят занявший второе место проект Эдуардаса Хломаускаса и Зигмантаса Ляндзбергиса с отчётливым пластичным силуэтом. Внешне Дворец спорта напоминает построенный в 1958 году Винер Штадтхалле в Вене, в 1966 году Дворец спорта в Минске и др. здания подобного назначения, при этом имея крышу оригинальной конструкции и формы.
22 декабря 1971 года дворец был открыт матчем чемпионата СССР по баскетболу среди женщин — играли киевское «Динамо» и свердловский «Уралмаш». После них соревновались вильнюсский «Кибиркштис» и каунасская «Политехника».
В своё время крупнейший в Вильнюсе зал вмещал до 6 тысяч зрителей. В нём в любое время года могли проводиться соревнования по конькобежному спорту, хоккею, баскетболу, боксу, другим видам спорта. Создателям Дворца спорта — архитекторам Эдуардасу Хломаускасу, Зигмантасу Ляндзбергису, Йонасу Крюкялису, инженерам Генрикасу Карвялису, Альгимантасу Катилюсу, строителям И. Мартинайтису, Й. Рукасу, Н. Пяскину была присуждена Республиканская премия 1973 года.
В августе 1986 года во дворце проходили предварительные матчи женского чемпионата мира по баскетболу.
Во Дворец спорта проходили крупные спортивные соревнования, концерты, учредительный съезд Саюдиса в 1988 году.
В 2004 году дворец приобрела Инвестиционная группа банка «Укё» (Ūkio banko investicinė grupė). Радикальной реконструкции здании препятствовало то, что Дворец спорта был включён в Регистр культурных ценностей Литовской Республики. Мероприятия во дворце проводились всё реже, здание постепенно пришло в аварийное состояние.

## Здание
Оригинальностью отличается не столько здание, сколько вантовые конструкции кровли (инженер Генрикас Витаутас Карвялис). Фасад и интерьер покрыты характерным для того периода отделочным материалом — плитками доломита. Фойе украшало вмонтированное в стену деревянное панно (художник Р. Каваляускас). В северном крыле располагалось кафе-бар, декорированное зеркалами и коричневым дерматином (автор Т. Багинскас). Универсальному предназначению зала служила трансформирующаяся площадка и сцена весом в 46 т, которая могла складываться как книжка у задней стены зала. В зависимости от характера проводимых мероприятий колебалось количество зрителей: минимальное количество зрителей — 3176 на хоккейных матчах; баскетбольный матч могли наблюдать 4520 человек, при боксёрском ринге — 5400 зрителей; если зал приспосабливался к собранию или концерту, то вмещал максимальное количество человек — 6000.